# 미라크의 유령
NGC 404는 안드로메다자리의 작은 타원 은하로, 안드로메다 자리의 방향으로 약 1,000만 광년 떨어진 곳에 위치해 있다. 1784년에 윌리엄 허셜이 발견하였으며, 이 대상을 NGC 목록으로 편입 시켰다. 안드로메다자리의 미라크에 바짝 붙어있는 것처럼 보여, '미라크의 유령' 으로도 불리고 있다. 겉보기 등급은 +11.2 정도이다.

## 특징
지금으로부터 10만 년 전에는 이 은하가 나선 은하였는데, 다른 은하와의 충돌을 통해 타원 은하로 변했다고 추정하고 있다.